# Szörényvár
Szörényvár (régi magyar nevén Szörénytornya, románul Drobeta-Turnu Severin) város Románia Olténia régiójában. A 13. században létesített egykori Szörényi bánság székhelye, ma Mehedinți megye központja.

## Fekvése
Orsovától délkeletre, a Duna bal partján fekszik.

## Története

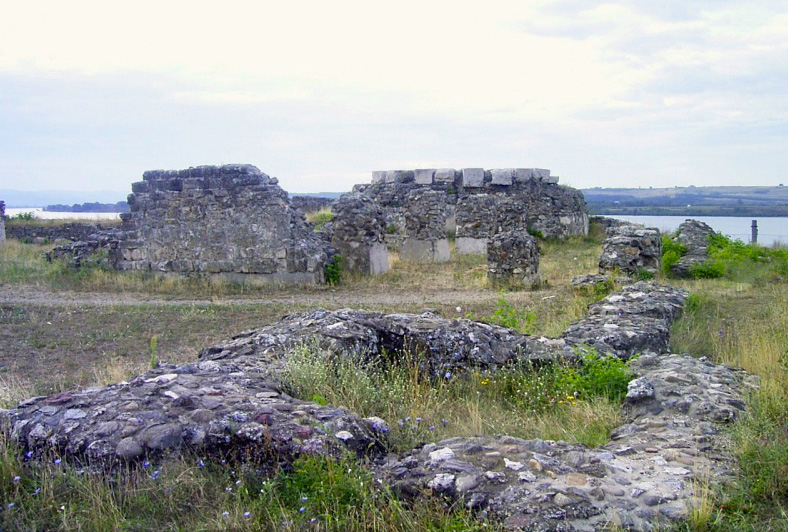
Az ókori Drobeta romjai

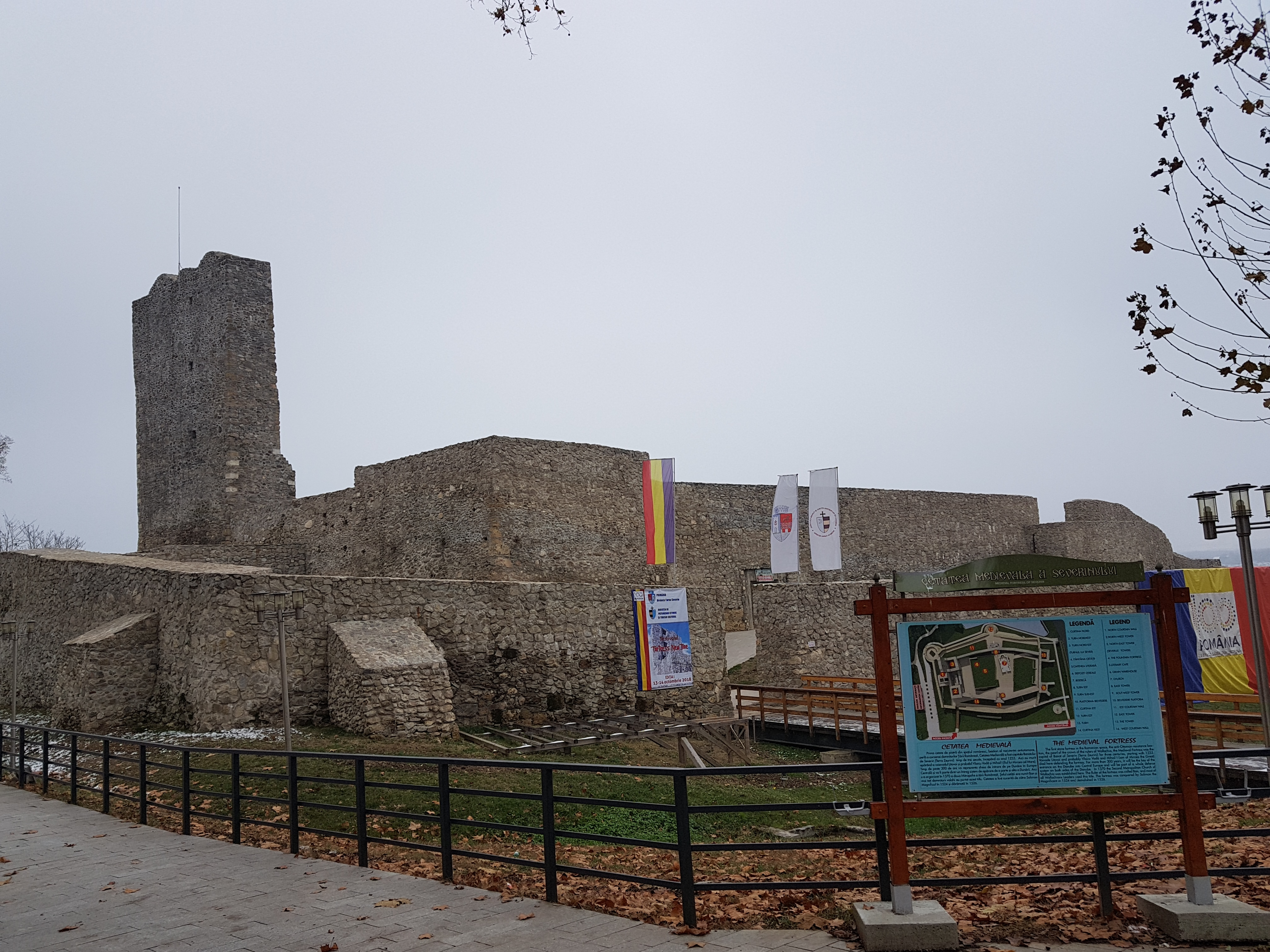
A vár

A zordon hegycsúcsokkal koronázott Déli-Kárpátokból keleti irányban átfurakodó Duna folyama a sík területre érkezve szélesen elterülve hömpölyög végső célja felé. Ezen a helyszínen már a Római Birodalom idején is felismerték a hadászati jelentőségű folyón való könnyű átkelés lehetőségét, így Traianus császár parancsára időszámításunk szerint 102-ben húsz hatalmas pillérre támaszkodó kőhidat verettek. Ez elpusztult a népvándorlás forgatagában, de a helyszín a középkor évszázadaiban is nagy katonai befolyással bírt. A Kárpát-medencét uralmuk alá hajtó Árpád-házi uralkodók idejéből először IV. Béla király alatt értesülünk, hogy a keletről érkező kun törzsek 1227-es meghódolása miatt létrehozták a terület ellenőrzésére hivatott szörényi bánságot. Hadi szerepe a vidékre szintén igényt tartó Bolgár Cárság támadásai miatt értékelődött fel.

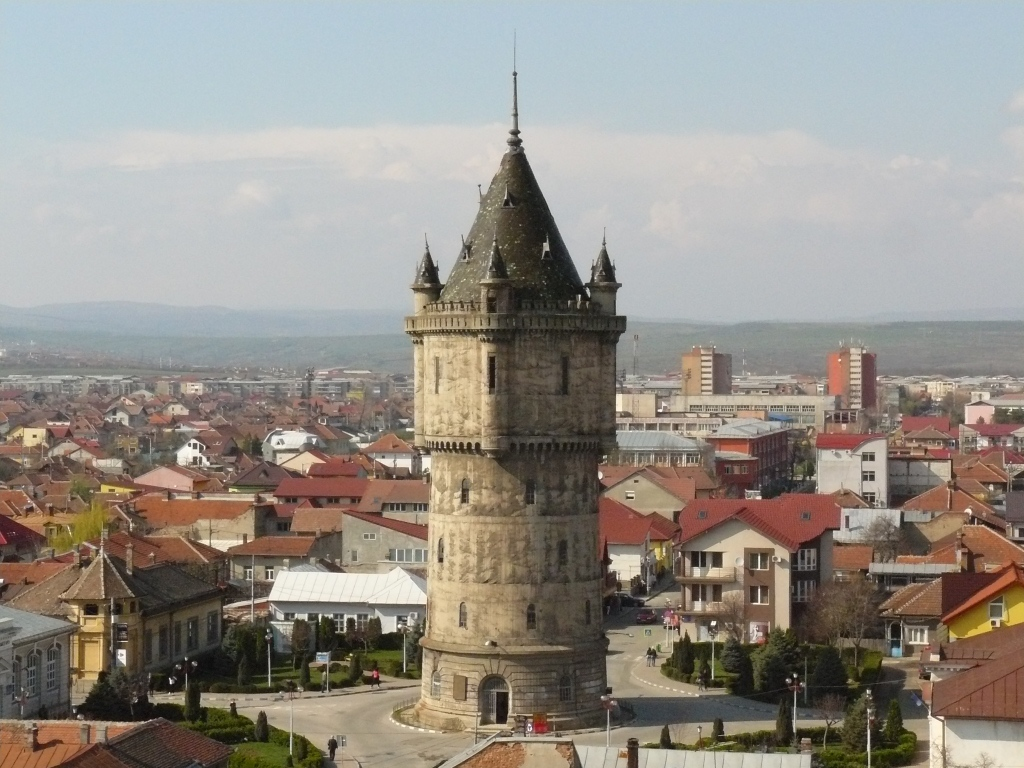
Víztorony

1233-ból maradt fenn okleveles említése Lukács szörényi bánnak, akinek hatalma Havasalföldnek az Olt folyóig terjedhetett ki, amelynek alávetett lakosságát a vlach (későbbi román nép) alkotta. A kun és vlach népek között domonkos rendi szerzetesek kezdték meg a katolikus hitre való térítést, de a magyar uralmat az 1241–42-es tatárjárás vihara elsöpörte. Csak a mongol lovasseregek elvonulása után próbálta ismét megszervezni a magyar király ezt a tartományt, most már a szörényi bán felügyelete alatt Litovoi hátszegi román vajdára és a tőle függő kenézekre bízva a vidék igazgatását. 1247 – 1250 között a johannita lovagrend is megjelent, de nem bírták teljesíteni a mongolokkal szembeni védelem követelményeit. A szörényi bánok névsora csak töredékesen ismert. 1272-ben Litovoi román vajda el akarta szakítani a területet a magyar koronától, de a megtorló hadjáratban csatát és életét vesztette. 1291-ig ismét magyar bánok kormányozták, de hatalmuk egyre csökkent, fokozatosan a havasalföldi román vajdák vették át az irányítást, míg a magyar uralom központja a Kárpátok nyugati oldalán emelkedő Miháld várába került át. Az országot darabokra szétszaggató tartományurakat több évtizedes küzdelemben legyőző Anjou Károly király 1330-ban hadjáratban próbálta legyőzni a havasalföldi vajdát, de a vöröstoronyi-szorosban vereséget szenvedett. Így a szörényi bánság a vajda uralma alá került. 1368-as forrás szerint Nagy Lajos király a szörényi várban székelt, a következő esztendőben pedig formálisan is elismerte, hogy eme vidék a havasalföldi vajda fennhatósága alá tartozik.
1419-ben gyökeresen megváltozott a helyzet, amikor Luxemburgi Zsigmond király al-dunai hadjárata során benyomulva Bulgáriába, legyőzött egy török sereget majd visszacsatolta Szörény várát a Magyar Királysághoz. A következő évtizedekben fontos királyi végvár, a szörényi bán kormányzása alatt. 1429 – 1435 között az uralkodó a német lovagrendet bízza meg a török támadásoktól egyre sűrűbben fenyegetett erődítmény őrizetével. 1439 májusában Habsburg Albert király a vitézségével kitűnt idősebb és ifjabb Hunyadi Jánosra bízta a szörényi bánság várainak parancsnokságát. Megkapták a terület honorbirtokát is, vagyis szolgálati idejük időtartama alatt ők szedhették be a lakosságra rótt földesúri adókat és szolgáltatásokat. Miután testvéröccse elhunyt, az idősebb Hunyadi János egyedül viselte a szörényi bán hivatalát, Jagelló Ulászló király szolgálatában egyre feljebb emelkedve a méltóságok között. Erdélyi vajda majd Magyarország kormányzója (gubernátor) minőségében számtalan hadjáratot vezetett a déli irányból támadó oszmán hadak ellen.
Szörény vára is betagolódott az al-dunai végvárrendszerbe, amely katonai védelmi feladatát jól teljesítette Hunyadi Mátyás király uralkodása idején. Hanyatlása a 16. században, a Jagellók alatt következett be, az elégtelen fegyveres erővel és hadi anyaggal rendelkező végvárakat sorra vette be a török. A későbbiekben már az Oszmán Birodalom belső vidékének számító terület hadi jelentősége lecsökkent, a várral egyre kevesebbet törődtek, romba dőltek falai. A 21. század elején a kővár részben konzervált védőművei Szörényvár (Turnu Severin) belvárosában, a Duna partjának közelében emelkednek.

## Látnivalók
Középkori, 13. századi eredetű várának falait 2–5 m magasan szépen restaurálták. A középkori püspöki székesegyház alapfalait a várfalakon belül tárták fel.

## Híres emberek
- Itt született Ion Gigurtu román katonatiszt, miniszterelnök 1940. július 4. és szeptember 4. között.
- Itt született Szente B. Levente (1972. szeptember 21.) magyar költő, újságíró.

## Külső hivatkozások
- Szörényvár hivatalos honlapja (románul)